# Isabel Orbe
María Isabel Orbe Garay (Vitoria, 1945-Vitoria, 1995) fue una psiquiatra española especializada en el estudio del síndrome de Down.

## Biografía
Realizó su especialidad de Psiquiatría en la Clínica López Ibor de Madrid. Fue una pionera en la investigación y desarrollo de la integración de las personas con síndrome de Down. En Ginebra trabajó estrechamente con el doctor Julián de Ajuriaguerra, también vasco, especialista en Neurología y Psiquiatría Infantil.
De regreso a España fue la Jefa de Psiquiatría Infantil del Centro para el diagnóstico y orientación de niños y adultos con discapacidad intelectual, ADOZ.
En la década de los 90 del siglo XX fue diputada en el Parlamento Vasco por el Partido Nacionalista Vasco, si bien más en relación con su interés profesional por trabajar a favor de los discapacitados que por el político. 
En cuando a su vida personal contrajo matrimonio con Fernando María Azcárraga Ugalde y tuvo dos hijosː Eduardo y María Estíbaliz, esta última con la misma profesión que su madre. Su prematuro fallecimiento (contaba con 50 años) truncó su carrera, pero no su importante legado.

## Homenajes y reconocimientos (selección)
En reconocimiento a ella, la asociación de familiares de personas con síndrome de down de su ciudad natal lleva su nombreː "Asociación Down Araba- Isabel Orbe"
Una calle de Vitoria lleva su nombre.